# Skärgårdsgymnasiet

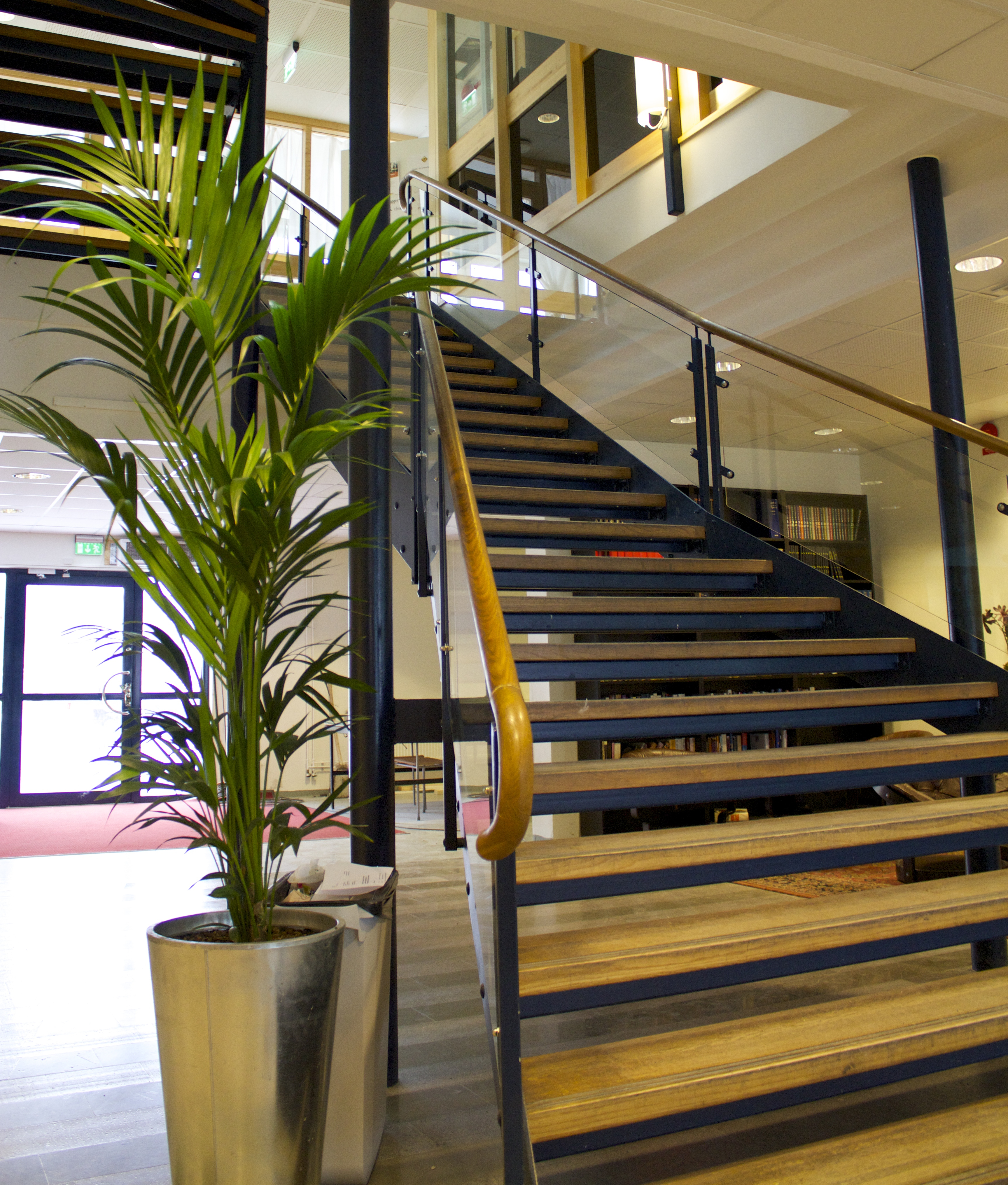
Interiörbild från Skärgårdsgymnasiet, 2014.

Skärgårdsgymnasiet är en gymnasiefriskola i Åkersberga, som startades 2008 och är specialiserad på yrkesprogram.
Initiativtagarna var tidigare lärare på Röllingby Gymnasium. Vid starten fanns det endast tre utbildningar på Skärgårdsgymnasiet: bygg, EL och hantverksprogrammet med inriktning frisör.   
Skolan har vuxit och erbjuder 2021 följande utbildningar: 
- Bygg och anläggningsprogrammet: anläggningsförare, husbyggnad, måleri
- El och energiprogrammet: elektriker
- Hantverksprogrammet: frisör, stylist
- Fordon och transportprogrammet: personbilsmekaniker, lastbils- och busschaufför
- Restaurang och livsmedelsprogrammet: kock, servitris, bagare, konditor
- Handels och administrationsprogrammet: service
- Naturbruksprogrammet: djurvårdare

Huvudmannen är Au Claves AB som från och med 1 augusti 2021 även driver Norrtelje Teknik- och Naturbruksgymnasium.
Från och med höstterminen 2020 kommer skolorna att heta Skärgårdsgymnasiet Åkersberga och Skärgårdsgymnasiet Norrtälje.